# أنتوني غراهام
أنتوني غراهام هو شخصية أعمال كندي، ولد في 8 يناير 1957.